# رومنکا
رومنکا (به صربی: Rumenka) یک منطقهٔ مسکونی در صربستان است که در ناحیه باچکای جنوبی واقع شده‌است. رومنکا ۲۸٫۵۵ کیلومتر مربع مساحت و ۶٬۴۹۵ نفر جمعیت دارد.